# Бекхан
«Бекхан» — российская рок-группа. Одна из групп, работающих в эстетике группы «Кино». Бессменный лидер — Бекхан Барахоев.

## История
Группа «Бекхан» была образована в 1991 году в Грозном. Первую известность группа получила благодаря заявлению лидера группы Бекхана Барахоева о том, что в него вселилась душа Виктора Цоя, погибшего в 1990 году и о том, что ему снятся новые песни Цоя. Впоследствии Барахоев опроверг все сделанные ранее заявления, обвинив в раздувании этого скандала журналистов.
Некоторое время даже ходили слухи о возрождении группы «Кино» с новым вокалистом Бекханом Барахоевым. Барахоев спел с Каспаряном и Тихомировым на двух юбилейных концертах, принял участие в нескольких студийных записях, но в итоге этот проект не состоялся, певец продолжил выступать со своим собственным коллективом.
В 1992 году вышел первый альбом — «Мы вернёмся». После начала военных действий в Чечне работа группы остановилась. В феврале 1997-го при поддержке Юрия Шевчука был записан в Санкт-Петербурге второй альбом — «На краю». В 2008-м году вышел третий альбом — «Покаяние».
В 1999 году прошёл совместный гастрольный тур групп «Алиса», «Агата Кристи» и «Бекхан».

## Состав

### Состав группы на 1998 год
- Бекхан Барахоев — вокал, гитара
- Султан Маккаев — гитара
- Александр Митрофанов — ударные
- Майрбек Ибрагимов — гитара
- Алексей Лазебный — клавишные
- Алихан Алиев — бас-гитара

### Состав на 2013 год
- Бекхан Барахоев — голос, гитары
- Franc Sharo — бас-гитара
- Роман Корсунский — гитара
- Антон Строц — барабаны
- Дмитрий Мальцев — клавишные

## Дискография

### Альбомы
- 1992 — Мы вернёмся
- 1998 — На краю
- 2008 — Покаяние

### Синглы
- 2016 — Циферблат